# KkStB 180
| kkStB 180 / kkStB 180.500 / SB 180 / BBÖ 180 / ČSD 523.0 / FS 477 / JDŽ 135 / PKP Tw11 / CFR 180 | kkStB 180 / kkStB 180.500 / SB 180 / BBÖ 180 / ČSD 523.0 / FS 477 / JDŽ 135 / PKP Tw11 / CFR 180 | kkStB 180 / kkStB 180.500 / SB 180 / BBÖ 180 / ČSD 523.0 / FS 477 / JDŽ 135 / PKP Tw11 / CFR 180 | kkStB 180 / kkStB 180.500 / SB 180 / BBÖ 180 / ČSD 523.0 / FS 477 / JDŽ 135 / PKP Tw11 / CFR 180 | kkStB 180 / kkStB 180.500 / SB 180 / BBÖ 180 / ČSD 523.0 / FS 477 / JDŽ 135 / PKP Tw11 / CFR 180 | kkStB 180 / kkStB 180.500 / SB 180 / BBÖ 180 / ČSD 523.0 / FS 477 / JDŽ 135 / PKP Tw11 / CFR 180 |
| ------------------------------------------------------------------------------------------------ | ------------------------------------------------------------------------------------------------ | ------------------------------------------------------------------------------------------------ | ------------------------------------------------------------------------------------------------ | ------------------------------------------------------------------------------------------------ | ------------------------------------------------------------------------------------------------ |
| Werksfoto der kkStB 180.115                                                                      |                                                                                                  |                                                                                                  |                                                                                                  |                                                                                                  |                                                                                                  |
| Technische Daten                                                                                 |                                                                                                  |                                                                                                  |                                                                                                  |                                                                                                  |                                                                                                  |
|                                                                                                  | 180.01–94                                                                                        | 180.95–181                                                                                       | 180.500–503                                                                                      | 180.504                                                                                          | 180.505–557                                                                                      |
| Bauart                                                                                           | E n2v                                                                                            | E n2v                                                                                            | E h2v                                                                                            | E h2v                                                                                            | E h2v                                                                                            |
| Zylinder-Ø                                                                                       | 560/850 mm                                                                                       | 560/850 mm                                                                                       | 560/850 mm                                                                                       | 560/850 mm                                                                                       | 560/850 mm                                                                                       |
| Kolbenhub                                                                                        | 632 mm                                                                                           | 632 mm                                                                                           | 632 mm                                                                                           | 632 mm                                                                                           | 632 mm                                                                                           |
| Treibrad-Ø                                                                                       | 1258 mm                                                                                          | 1258 mm                                                                                          | 1258 mm                                                                                          | 1258 mm                                                                                          | 1258 mm                                                                                          |
| Laufrad-Ø vorne                                                                                  | –                                                                                                | –                                                                                                | –                                                                                                | –                                                                                                | –                                                                                                |
| Laufrad-Ø hinten                                                                                 | –                                                                                                | –                                                                                                | –                                                                                                | –                                                                                                | –                                                                                                |
| fester Radstand                                                                                  | 2.800 mm                                                                                         | 2.800 mm                                                                                         | 2.800 mm                                                                                         | 2.800 mm                                                                                         | 2.800 mm                                                                                         |
| Gesamtradstand                                                                                   | 5.600 mm                                                                                         | 5.600 mm                                                                                         | 5.600 mm                                                                                         | 5.600 mm                                                                                         | 5.600 mm                                                                                         |
| Gesamtradstand mit Tender                                                                        | 12.546 mm                                                                                        | 12.546 mm                                                                                        | 12.546 mm                                                                                        | 12.546 mm                                                                                        | 12.546 mm                                                                                        |
| Anzahl d. Rohre                                                                                  | 264                                                                                              | 264                                                                                              | 264                                                                                              | 264                                                                                              | 264                                                                                              |
| Heizfl. d. Rohre                                                                                 | 190,0 m²                                                                                         | 190,0 m²                                                                                         | 134,5 m²                                                                                         | 134,5 m²                                                                                         | 190,3 m²                                                                                         |
| Heizfl. d. Feuerbüchse                                                                           | 13,0 m²                                                                                          | 12,0 m²                                                                                          | 12,0 m²                                                                                          | 12,0 m²                                                                                          | 12,0 m²                                                                                          |
| Überhitzerfläche                                                                                 | –                                                                                                | –                                                                                                | 55,0 m²                                                                                          | 7,1 m²                                                                                           | –                                                                                                |
| Rostfl.                                                                                          | 3,00 m²                                                                                          | 3,42 m²                                                                                          | 3,42 m²                                                                                          | 3,42 m²                                                                                          | 3,42 m²                                                                                          |
| Dampfdruck                                                                                       | 13/14                                                                                            | 13/14                                                                                            | 13/14                                                                                            | 13/14                                                                                            | 13/14                                                                                            |
| Tender                                                                                           | 9, 56, 156, 256, 76, 86, 88                                                                      | 9, 56, 156, 256, 76, 86, 88                                                                      | 9, 56, 156, 256, 76, 86, 88                                                                      | 9, 56, 156, 256, 76, 86, 88                                                                      | 9, 56, 156, 256, 76, 86, 88                                                                      |
| Gewicht (leer)                                                                                   | 59,0 t                                                                                           | 60,0 t                                                                                           | 60,0 t                                                                                           | 60,9 t                                                                                           | 60,0 t                                                                                           |
| Adhäsionsgewicht                                                                                 | 65,7 t                                                                                           | 66,5 t                                                                                           | 66,5 t                                                                                           | 66,5 t                                                                                           | 66,5 t                                                                                           |
| Dienstgewicht                                                                                    | 65,7 t                                                                                           | 66,5 t                                                                                           | 66,5 t                                                                                           | 66,5 t                                                                                           | 66,5 t                                                                                           |
| Länge                                                                                            | 17,282 m                                                                                         | 17,282 m                                                                                         | 17,282 m                                                                                         | 17,282 m                                                                                         | 17,282 m                                                                                         |
| Höhe                                                                                             | 4,570 m                                                                                          | 4,570 m                                                                                          | 4,570 m                                                                                          | 4,570 m                                                                                          | 4,570 m                                                                                          |
| Vmax                                                                                             | 50 km/h                                                                                          | 50 km/h                                                                                          | 50 km/h                                                                                          | 50 km/h                                                                                          | 50 km/h                                                                                          |

Die Dampflokomotivreihe kkStB 180 war eine Güterzug-Schlepptenderlokomotive der k.k. Staatsbahnen Österreichs, welche auch von der Österreichischen Südbahn beschafft wurde.

Werksfoto der 180.01 mit Widmung von Karl Gölsdorf

Durch den steigenden Bedarf an starken Lokomotiven zum Kohlentransport auf den nordböhmischen Strecken, vor allem der verstaatlichten Prag-Duxer Eisenbahn (PD), tat Karl Gölsdorf den nächsten konstruktiven Schritt bei der Erhöhung der Anzahl der gekuppelten Achsen: er schuf mit der Reihe 180 die erste fünffach gekuppelte Lokomotivreihe mit starr im Rahmen gelagerten Achsen. Die Verbund-Maschinen erhielten Doppeldom mit Verbindungsrohr und die bereits bei der Reihe 170 bewährte Art der besseren Bogenläufigkeit durch seitlich verschiebbare Achsen nach den Ideen von Richard von Helmholtz. Die Anwendung dieses Konstruktionsprinzips bei Fünfkupplern ist als Gölsdorf-Achse bekannt.
Von 1901 bis 1908 wurden 181 Exemplare von Lokomotivfabrik Floridsdorf, Wiener Neustädter Lokomotivfabrik, Lokomotivfabrik der StEG und Böhmisch-Mährischer Maschinenfabrik an die kkStB geliefert, wobei gewisse Änderungen der Dimensionen vorgenommen wurden (die der Tabelle zu entnehmen sind).
Die Maschinen konnten auf der 37-‰-Steigung der PD 190 t mit 15 km/h befördern, auf einer 10-‰-Strecke 700 t mit 20 km/h, wobei sie 1050 PS leisteten.
Die 180er waren in Prag-Nusle, Laun, Pilsen, Budweis, Brünn, Wien-West, Wörgl, Knittelfeld, St. Veit an der Glan, Triest, Görz und Stryj stationiert.
1907 bis 1910 wurden 58 Stück mit unterschiedlichen Dampftrocknern gebaut (180.500–557). Diese Lokomotiven erhielten nur einen Dampfdom.
Die Südbahn bestellte ebenfalls 27 Stück Nassdampfmaschinen für ihre Bergstrecken am Semmering und am Brenner, die alle von der Wiener Neustädter Lokomotivfabrik und der Lokomotivfabrik Floridsdorf zwischen 1901 und 1909 geliefert wurden und sich nur in Details von der kkStB-Variante unterschieden.

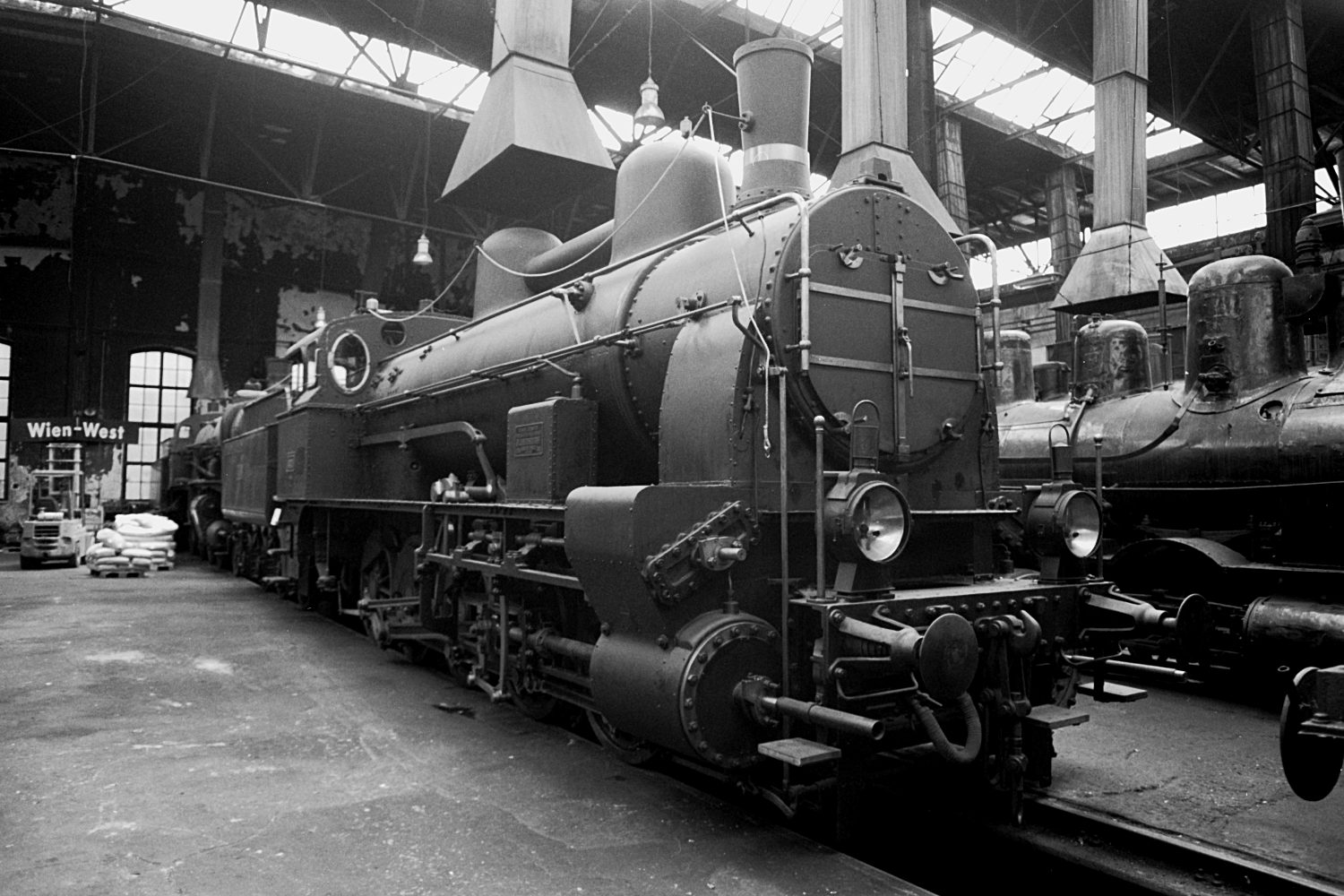
180.01 im Eisenbahnmuseum Straßhof (2002)

Nach dem Ersten Weltkrieg kamen die Südbahn-180er alle zu den FS als Reihe 477, die auch 50 Exemplare von der kkStB erhielt. 105 Stück wurden den ČSD zugeteilt, die sie als Reihe 523.0 bezeichneten, die PKP ordneten die ehemaligen 180er als Tw11 ein, die JDŽ als 135 und die CFR behielten die Reihennummer 180 bei.
Den BBÖ verblieben 61 Stück der Reihe 180, von denen bis 1938 alle bis auf neun Exemplare ausgemustert wurden. Die 1932 ausgemusterte 180.01 blieb für das Österreichische Eisenbahnmuseum erhalten und überdauerte die folgenden Jahrzehnte unter anderem in der Halle des Technischen Museums in Wien.
Nach dem Anschluss Österreichs an das Deutsche Reich reihte die Deutsche Reichsbahn diese neun Stück als 57 001–009 ein, keine davon überdauerte den Zweiten Weltkrieg.
Die ČSD bauten in der Zwischenkriegszeit die Verbundmaschinen in Zwillingsmaschinen um und bezeichneten sie dann als Reihe 524.2.
Fünfzig dieser Maschinen kamen 1938 bis 1945 als 57 701–750 zur Deutschen Reichsbahn. Die ČSD musterten ihre Maschinen erst in den 1960er-Jahren aus.

## Erhalten gebliebene Exemplare
|                                                        | Nummer                     | Baujahr | Zustand               | Eigentümer/Standort                                                             |
| 180.01 im Südbahnmuseum Mürzzuschlag                   | kkStB 180.01               | 1900    | restauriertes Exponat | TMW / Leihgabe an Südbahnmuseum Mürzzuschlag                                    |
| FS 477.011 im Museo nazionale ferroviario di Pietrarsa | FS 477.011 ex kkStB 180.56 | 1904    | restauriertes Exponat | Museo nazionale ferroviario di Pietrarsa / Nationales Eisenbahnmuseum Pietrarsa |